# Tauro Tiaon
Tauro Tiaon (* 10. Oktober 2003) ist ein kiribatischer Leichtathlet, der sich auf den Sprint spezialisiert hat.

## Biografie
Erste internationale Erfahrungen sammelte Tauro Tiaon im Jahr 2023, als er bei den Weltmeisterschaften in Budapest dank einer Wildcard im 100-Meter-Lauf startete und schied dort mit 12,00 s in der Vorausscheidungsrunde aus.

## Persönliche Bestleistungen
- 100 Meter: 12,00 s (0,0 m/s), 19. August 2023 in Budapest